# Plac Wolności w Świnoujściu
Plac Wolności (Freiheitsplatz) ist ein zentraler Platz in Świnoujście (Swinemünde), gelegen im Stadtzentrum, der sowohl repräsentative als auch freizeitbezogene Funktionen erfüllt. In der Vergangenheit hatte er den Charakter eines traditionellen Stadtplatzes mit einer handels- und verkehrstechnischen Dominante, heute ist er ein moderner öffentlicher Raum, der nach den Prinzipien zeitgenössischer Stadtplanung gestaltet wurde.

## Geschichte
Der Platz entstand in der zweiten Hälfte des 19. Jahrhunderts während der raschen Entwicklung von Świnoujście als Kurort und Hafen. Während der preußischen und deutschen Zeit trug er den Namen Wilhelmsplatz zu Ehren von Kaiser Wilhelm I. Er war von Wohn- und Geschäftshäusern umgeben, und in seiner Mitte befand sich ein Reiterstandbild des Kaisers, das nach 1945 entfernt wurde.
Nach dem Zweiten Weltkrieg wurde der Platz in Plac Wolności („Platz der Freiheit“) umbenannt. In der Zeit der Volksrepublik Polen erfüllte er repräsentative und kommerzielle Funktionen – hier fanden u. a. Maiumzüge und staatliche Feiern statt. Rund um den Platz betrieben Geschäfte, Cafés und Milchbars ihren Betrieb.

## Erscheinungsbild vor dem Umbau im 21. Jahrhundert
Bis zum Beginn des 21. Jahrhunderts hatte der Platz den Charakter eines typischen innerstädtischen Verkehrsknotens und Handelszentrums. Seine Oberfläche war teilweise asphaltiert, mit ausgewiesenen Parkplätzen und einer Fahrbahn, die ihn durchquerte. Umgeben war er von einer Reihe von Geschäften und Dienstleistungsstellen im Erdgeschoss von Vorkriegs- und Nachkriegsmietshäusern. Auf dem Platz standen Bänke, Kioske und niedrige Bepflanzung; das Gesamtbild verschlechterte sich schrittweise infolge fehlender größerer Investitionen.

## Umbau und heutiges Erscheinungsbild
In den Jahren 2012–2013 wurde im Rahmen eines umfassenden Projekts zur Modernisierung des Verkehrssystems im Zentrum von Świnoujście eine grundlegende Neugestaltung des Plac Wolności durchgeführt. Ziel war die Verbesserung der Kapazität und Funktionalität des städtischen Raums angesichts des zunehmenden Verkehrsaufkommens. Die Investition umfasste die vollständige Revitalisierung des zentralen Platzbereichs nach dem Entwurf des Architekturbüros „Płaskowicki + Partnerzy Architekci“ und wurde mit Mitteln der Europäischen Union im Rahmen des Regionalen Operationellen Programms der Woiwodschaft Westpommern kofinanziert.
Der Platz wurde in eine Fußgängerzone umgewandelt – der Autoverkehr und die Parkplätze wurden entfernt, der Belag wurde durch Granitplatten ersetzt und es wurden Elemente der Stadtmöblierung installiert. Mittelpunkt ist ein beleuchteter Springbrunnen mit in den Boden integrierten Düsen, umgeben von Bänken und stilisierten Laternen. Auch Grünanlagen in Form neuer Baumpflanzungen und Blumenbeete wurden eingeführt.
Nach Abschluss der Arbeiten wurde der Platz zu einem repräsentativen Ort der Stadt – rund um den Platz gibt es Cafés und Restaurants mit Sommerterrassen. Das Areal wurde zu einem beliebten Treffpunkt für Einwohner und Touristen sowie zu einem Ort für Freiluftveranstaltungen wie Märkte, Stadtfeste, das Flaggenfest oder die städtische Weihnachtsfeier.

## Umgebung
Den Plac Wolności umgeben historische und moderne Wohn- und Geschäftshäuser. In der Nähe befinden sich unter anderem:
- das Hauptpostamt
- der Hauptsitz der Stadtbibliothek Świnoujście
- die Promenade an der ul. Bohaterów Września

## Auszeichnungen
- 2013: Der Plac Wolności erhielt eine von drei gleichwertigen Auszeichnungen im Wettbewerb „Beste öffentliche Räume der Woiwodschaft Westpommern“. Gelobt wurde die gelungene Wiederherstellung der Funktion eines Stadtplatzes als Raum für Integration, Erholung und Freizeit. Die Jury hob die gelungene Gestaltung der zentralen städtischen Fläche hervor, die die traditionelle Rolle des Platzes als Ort sozialer Begegnung zurückgewonnen hat – mit Springbrunnen, Wasserlauf, Bänken, neuem Grün und Stadtmobiliar[8].